# Tkiv 85
7.62 TKIV 85 (фин. 7.62 Tarkkuuskivääri 85) — финская снайперская винтовка со скользящим затвором, созданная путём переделки винтовки Мосина. Состоит на вооружении Сил обороны Финляндии.
7.62 TKIV 85 основан на винтовке Мосина с использованием тех же (в некоторых случаях старинных) ствольных коробок . Финская армия производила такие винтовки с момента независимости Финляндии Винтовки Мосинас продольно-скользящим затвором были модифицированы в 1984 году компанией Valmet, которая также изготовила новые стволы для этих винтовок. Винтовки были собраны в 1984–1985 годах силами обороны Финляндии  в городе Куопио, Финляндия.
Хотя снайперская винтовка 7,62 TKIV 85 была значительно модифицирована по сравнению со стандартной винтовкой Мосина, использование старых ствольных коробок в этих винтовках делает их, возможно, самым старым стрелковым оружием, которое в настоящее время используется военными. Некоторые из используемых деталей могут быть датированы 1890-ми годами.
Еще одна эксклюзивная особенность 7,62 TKIV 85 - патронник 7,62 × 53 ммR . Никакое другое военное огнестрельное оружие, используемое в настоящее время, не предназначено для этого уникального финского патрона. Пулеметы ПКМ и другое российское огнестрельное оружие, состоящее на вооружении Финляндии, рассчитано на патрон 7,62 × 54 ммR . Стандартный порядок действий предусматривает использование патронов 7,62 × 54 ммR в винтовках 7,62 TKIV 85 только в экстренных ситуациях, когда боеприпасы 7,62 × 53 мм R недоступны. Причиной этого является разница в диаметре пули 7,85 мм (0,309 дюйма) у 7,62 × 53 ммR по сравнению с 7,92 мм (0,312 дюйма) у 7,62 × 54 ммR. Некоторые патроны 7,62 × 53 мм R также были снаряжены пулей промежуточного диаметра 7,88 мм (0,310 дюйма).
25 мая 2020 года SAKO и Силы обороны Финляндии подписали письмо о намерениях относительно исследований и разработки семейства винтовок для замены винтовок Tkiv 85 и Драгунова . 